# خايمي هابارد
خايمي هابارد (بالإنجليزية: Jaime Hubbard)‏ هي ممثلة أمريكية، ولدت في 1962.

## وصلات خارجية
- خايمي هابارد على موقع IMDb (الإنجليزية)